# Kalman Segal
Kalman Segal, hebr. קלמן סגל (ur. 29 grudnia 1917 w Sanoku, zm. 18 maja 1980 w Jerozolimie) – polsko-żydowski pisarz, poeta, dziennikarz radiowy, tworzący w języku polskim i jidysz. 

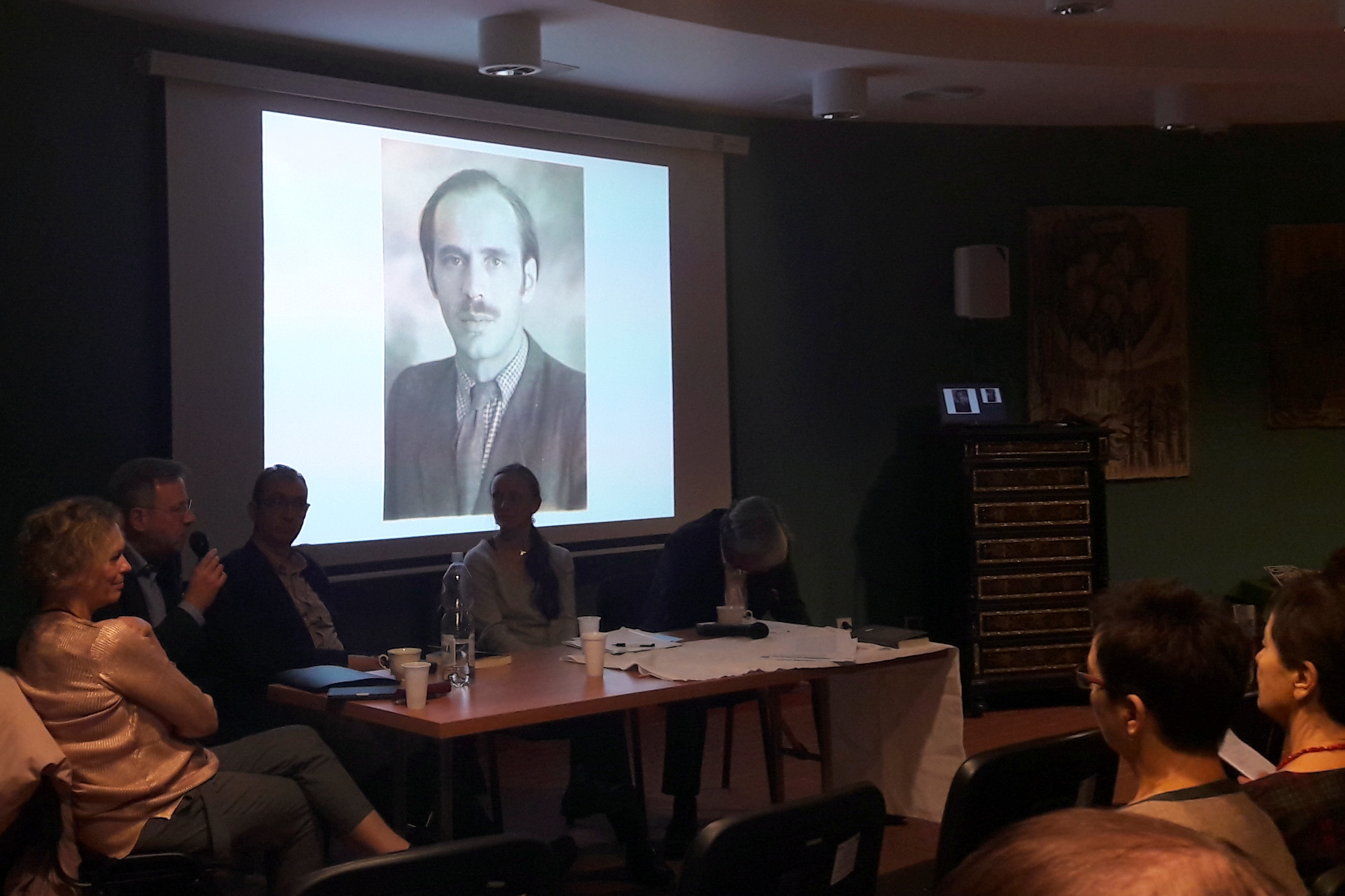
Wizerunek Kalmana Segala podczas obchodów stulecia jego urodzin w Sanoku (2017)

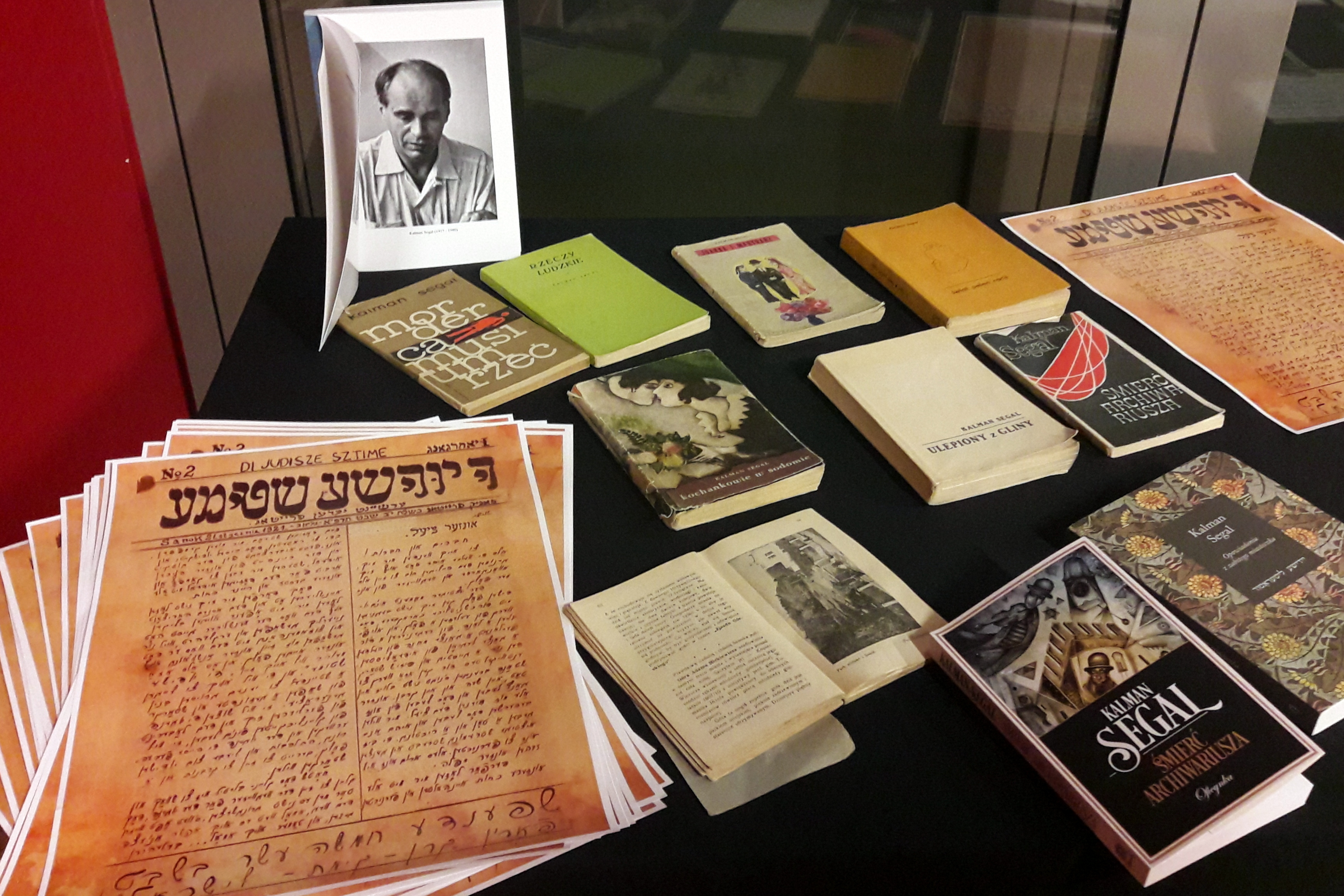
Wydawnictwa Kalmana Segala (Sanok, 2017)

## Życiorys
Urodził się 29 grudnia 1917 w Sanoku. Jego rodzicami byli: Ita Manaster i Leib Segal (rolnik). Dom rodzinny Segalów znajdował się w Sanoku przy ówczesnej ulicy Królewskiej 25 (pierwotnie budynek figurował pod numerem konskrypcyjnym 893).
Kalman Segal ukończył siedem klas Publicznej Szkoły Powszechnej im. Władysława Jagiełły w Sanoku. W latach 1932–1935 uczęszczał do klasy o profilu humanistycznym w Państwowym Gimnazjum Męskim im. Królowej Zofii w Sanoku. Był tam w jednym oddziale szkolnym z innym późniejszym pisarzem, Marianem Pankowskim. Będąc w VI klasie w roku szkolnym 1934/1935 z dniem 21 stycznia 1935 został skreślony z listy uczniów z powodu niepłacenia czesnego. W młodości w Sanoku związał się z ruchem komunistycznym.
Po wybuchu II wojny światowej wraz z rodzicami przedostał się przez San na obszar okupowany przez ZSRR, gdzie cała rodzinę zesłano do łagru. O doświadczeniach tych lat traktowała napisana później książka zatytułowana pierwotnie Uchodźcy, która wskutek cenzury nie została wydana w okresie PRL, a ostatecznie ukazała się w 2025.
Po powrocie do Polski po wojnie i krótkim tu pobycie, wyjechał z matką (ojciec zmarł w łagrze w Bodajbo) do obozu dla uchodźców żydowskich w Linzu. Na emigracji po raz pierwszy opublikował swoje utwory literackie w czasopismach wydawanych w Austrii, takich jak „Ojfgang”  i „Unterwegns”.
W 1948 wrócił do Polski z Austrii. Od marca 1949 mieszkał krótko m.in. w Sosnowcu i Chorzowie, ale ostatecznie osiedlił się w Katowicach. W Austrii pracował jako nauczyciel, w Polsce jako księgowy, a od 1952 został członkiem zespołu redakcyjnego Polskiego Radia w Katowicach, gdzie pisał liczne słuchowiska radiowe i dokonywał adaptacji tekstów literackich. W tym czasie wydał debiutancki tomik wierszy w języku jidysz pt. Lider (1952) i został członkiem-kandydatem Związku Literatów Polskich. Debiut prozatorski Segala – książka Opowiadania z zabitego miasteczka' z 1956 roku – zapoczątkował okres jego kilkunastoletniej kariery pisarskiej, która spotykała się z dobrym odbiorem zarówno krytyków, jak i czytelników. Równolegle do polskojęzycznych tomów prozy w kraju pojawiło się także kilka ich wersji, które pisarz przełożył na język jidysz. Ponadto Segal był bardzo płodnym publicystą; jego felietony i recenzje (niektóre w ramach stałej rubryki autorskiej) regularnie zamieszczano w tytułach regionalnych (np. „Dziennik Zachodni”, „Nowiny Rzeszowskie”, „Trybuna Robotnicza”, „Trybuna Opolska”) i w periodykach ogólnopolskich („Perspektywy”, „Widnokrąg”, „Panorama”, „Przyjaciółka”), w tym także poświęconych życiu artystycznemu („Odra”, „Tygodnik Kulturalny”, „Życie Literackie”, „Kultura”). Drukowano go jednocześnie za granicą w wielu czasopismach żydowskich, były to m.in.: „Naje Welt” (Tel Awiw), „Jeruszalaimer Almanach” (Jerozolima), „Di naje prese” (Paryż), „Idisze Kultur” (Nowy Jork), „Ojfgang” (Linz), „Sowietisz hejmland” (Moskwa) i „YKUF” (Buenos Aires).
Przygnębiony kampanią antysemicką zainicjowaną przez Gomułkę w Marcu 1968, w listopadzie 1969 Kalman Segal wyemigrował na znak protestu i solidarności z Polski do Izraela. Spędził tam ostatnią dekadę swojego życia, pracując dla radia Kol Israel i pisząc recenzje do czasopism artystycznych. Wydał również kilka tomów wierszy i prozy w języku jidysz i autoryzował przekłady na język hebrajski.
Tematyka polskojęzycznych utworów Segala w dużej mierze wiąże się ze wspomnieniami z okresu dzieciństwa spędzonego w Sanoku: obejmują one wątki autobiograficzne i ukazują specyfikę życia na polsko-żydowsko-ukraińskim pograniczu kulturowym. Wspomnienia te opisane są zwłaszcza w tomach Kochankowie w Sodomie, Opowiadania z zabitego miasteczka, Nad dziwną rzeką Sambation, Dolina zielonej pszenicy, Kij i kadzidło, Przygoda w miasteczku i Miłość o zmierzchu. Inne tomy prozatorskie poruszają także tematykę współczesną, a ich różnorodność stylistyczna dowodzi wszechstronnego warsztatu pisarskiego Segala.

## Upamiętnienie

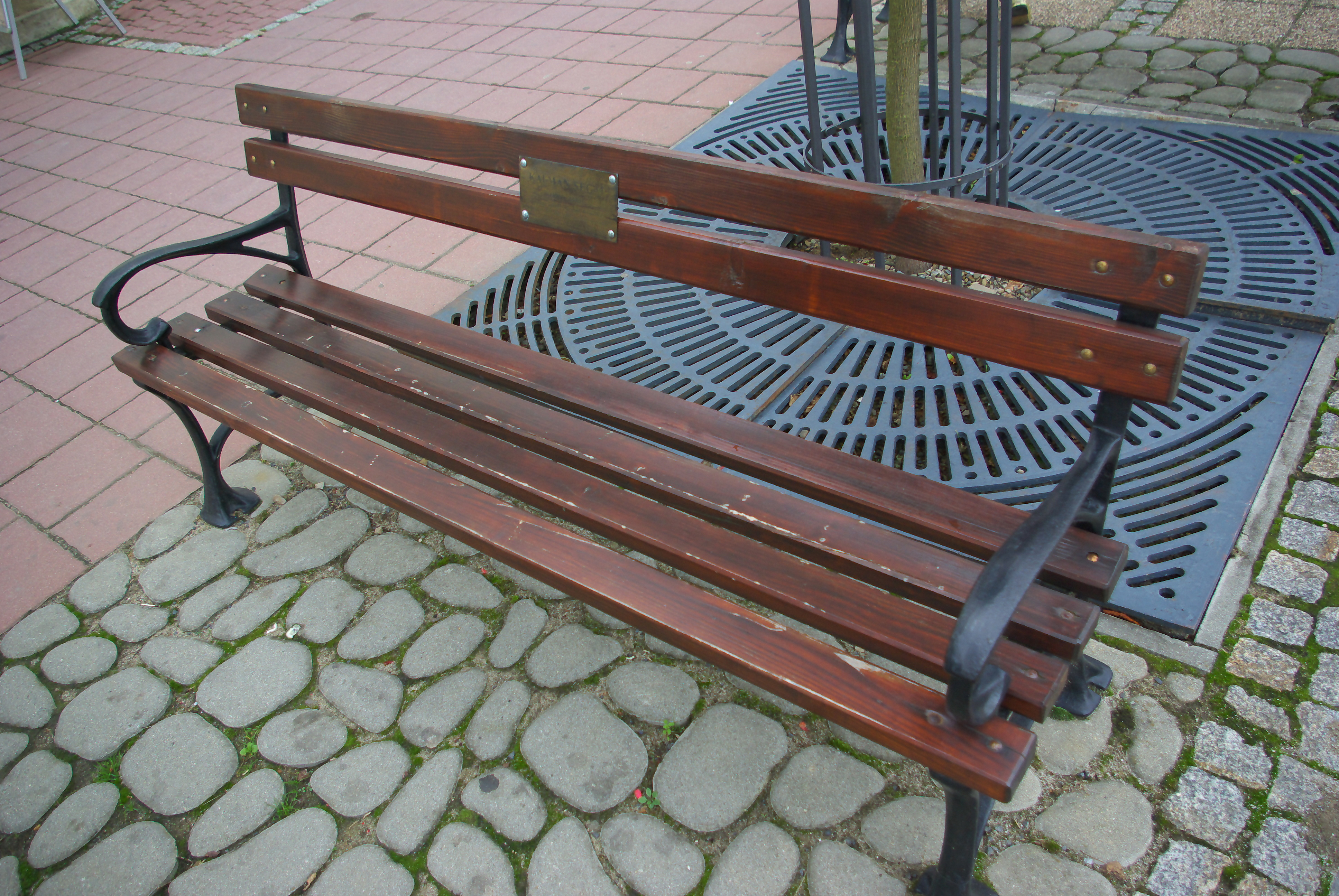
Ławeczka z tabliczką upamiętniającą Kalmana Segala na rynku w Sanoku

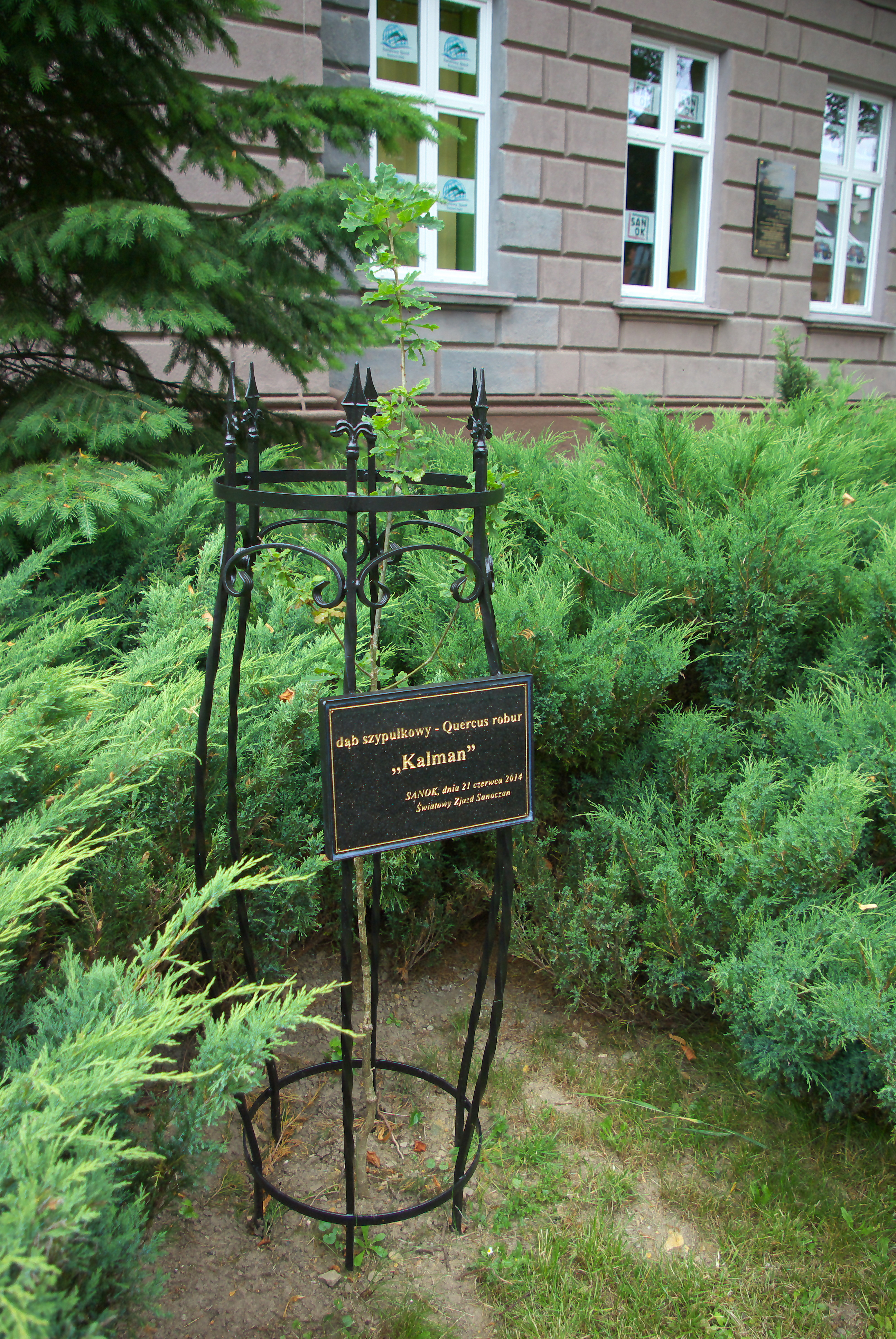
Dąb szypułkowy „Kalman” przy budynku dawnego Państwowego Gimnazjum w Sanoku

Poeta Janusz Szuber napisał wiersz pt. Kalman Segal, wydany w tomikach poezji pt. Czerteż z 2006 oraz Pianie kogutów z 2008.
W Sanoku przed kamienicą przy Rynku 14 została ustanowiona ławeczka pamięci Kalmana Segala, odsłonięta w październiku 2007. 21 czerwca 2014 na fasadzie budynku Gimnazjum nr 2 im. Królowej Zofii w Sanoku została odsłonięta tablica upamiętniająca trzech absolwentów tego gimnazjum, którymi byli literaci trzech narodowości: Ukrainiec Bohdan Ihor Antonycz (1909–1937), Żyd Kalman Segal (1917–1980) i Polak Marian Pankowski (1919–2011). Tablica została umieszczona przy wejściu do budynku i odsłonięta 21 czerwca 2014 podczas Światowego Zjazdu Sanoczan. Inskrypcja głosi: Pamięci wybitnych literatów, wychowanków Gimnazjum Męskiego im. Królowej Zofii w Sanoku w okresie międzywojennego dwudziestolecia reprezentujących trzy narodowości tworzące ówczesną społeczność naszego Miasta: Bohdana Ihora Antonycza 1909–1937, Kalmana Segala 1917–1980, Mariana Pankowskiego 1919–2011. Sanok, 21 czerwca 2014 – Światowy Zjazd Sanoczan. Ponadto przy szkole zasadzono trzy dęby szypułkowe honorujące tych pisarzy, w tym drzewo nazwane „Kalman”.
W czerwcu 2017 roku rozpoczęto cykl wydarzeń kulturalnych i edukacyjnych upamiętniających setną rocznicę urodzin pisarza.

## Twórczość
W języku polskim
- Opowiadania z zabitego miasteczka (luty 1956, Wydawnictwo „Iskry”)[11]
- Ziemia jest dla wszystkich (marzec 1956, Ludowa Spółdzielnia Wydawnicza)
- Nad dziwną rzeką Sambation (1957, Wydawnictwo „Iskry”)
- Ludzie z jamy (1957, Wydawnictwo „Iskry”)
- Rzeczy ludzkie (1958, Wydawnictwo „Śląsk”)
- Ulepiony z gliny (1959, Wydawnictwo „Śląsk”)
- Kij i kadzidło (1961, Wydawnictwo „Śląsk”)
- Na wyspie (1961, Wydawnictwo „Śląsk”)[12]
- Miłość o zmierzchu (1962, Wydawnictwo „Śląsk”)
- Morderca musi umrzeć (1963, Wydawnictwo „Śląsk”)
- Dolina zielonej pszenicy (1964, Wydawnictwo „Śląsk”)
- Przygoda w miasteczku (1965, Wydawnictwo „Iskry”)
- Kochankowie w Sodomie (1966, Wydawnictwo „Śląsk”)[13]
- Śmierć archiwariusza (1967, Państwowy Instytut Wydawniczy)
- Świat pełen racji (1967, Wydawnictwo „Śląsk”)
- Dziewczyna z Sorrento (1968, Wydawnictwo „Śląsk”)
- Skojarzeni (1968, Spółdzielnia Wydawnicza „Czytelnik”)
- Joanna i marynarz (1969, Wydawnictwo „Śląsk”)
- Jeszcze żyjemy (2020, Wydawnictwo „Austeria”, ISBN 978-83-7866-370-6; redakcja merytoryczna i przedmowa: Tomasz Chomiszczak)
- Nadzieja prowadzi do Itaki (2025, Wydawnictwo Naukowe „Śląsk”, ISBN 978-83-8183-295-3; opracowanie i przedmowa: Agnieszka Jankowska)

W języku jidysz
- Lider (1952)
- Cu majn najer hejm (1953)
- Friling baj majn tir (1955)
- Szejd-weng (1962)
- A sztetl bajm Son (1965)
- Der tajwl in sztetl (1967)
- Alejnkejt (1977)
- Gezegenung (1979)
- Wu szmeterlingn szwebn (1981)

## Literatura przedmiotu
- Kalman Segal: Nad dziwną rzeką Sambation. Warszawa: Wydawnictwo Iskry, 1957.
- Tomasz Korzeniowski. Kalman Segal: bibliografia. Sanok, 1989.
- Magdalena Ruta: Pomiędzy dwoma światami. O Kalmanie Segalu. Kraków: Księgarnia Akademicka, 2003. ISBN 83-7188-606-3. Brak numerów stron w książce
- Archiwariusz zabitego Miasteczka. Rzecz o Kalmanie Segalu. Tomasz Chomiszczak, Leszek Puchała, Janusz Szuber (red.). Sanok: Oficyna Wydawnicza Miejskiej Biblioteki Publicznej im. Grzegorza z Sanoka, 2008. ISBN 978-83-60822-51-7. Brak numerów stron w książce
- Wspomnienie Kalmana Segala, W 70 rocznicę urodzin. „Gazeta Sanocka – Autosan”. Nr 36 (435), s. 6, 20-31 grudnia 1987.